# Principio de legalidad
El principio de legalidad es un principio jurídico fundamental del estado de derecho conforme al cual todo ejercicio de un poder público debe realizarse acorde a la ley vigente y su jurisdicción, no a la voluntad o arbitrio de personas particulares o mandatarios. Si un Estado se atiene a dicho principio, entonces las actuaciones de sus poderes estarían sometidas a la Constitución[cita requerida] y al estado actual o al imperio de la ley. 
Se considera que la seguridad jurídica requiere que las actuaciones de los poderes públicos estén sometidas al principio de legalidad. El principio se considera a veces como la "regla de oro" del derecho público, y es una condición necesaria para afirmar que un Estado es un Estado de derecho, pues el poder tiene su fundamento y límite en las normas jurídicas. En íntima conexión con este principio, la institución de la reserva de Ley obliga a regular la materia concreta con normas que posean rango de ley, particularmente aquellas materias que tienen que ver la intervención del poder público en la esfera de derechos del individuo. Por lo tanto, son materias vedadas al reglamento y a la normativa emanada por el poder ejecutivo.
Esta relación entre el principio de legalidad y el de reserva de la ley está generalmente establecida -en una democracia- en el llamado ordenamiento jurídico y recibe un tratamiento dogmático especial en el derecho constitucional, el derecho administrativo, el derecho tributario y el derecho penal. A cumplir una condena a los que se les implica la sentencia para retomar el crimen que pudo haber nacido.

## Apego a la legalidad
El principio de legalidad es un principio fundamental del derecho público conforme al cual todo ejercicio de potestades debe sustentarse en normas jurídicas que determinen un órgano competente y un conjunto de materias que caen bajo su jurisdicción. Por esta razón, se dice que el principio de legalidad asegura la seguridad jurídica. Se podría decir que el principio de legalidad es la regla de oro del derecho público y en tal carácter actúa como parámetro para decir que un Estado es un Estado de derecho, pues en él el poder tiene su fundamento y límite en las normas jurídicas. En íntima conexión con este principio, la institución de la reserva de ley obliga a regular la materia concreta con normas que posean rango de ley, particularmente aquellas materias que tienen que ver la intervención del poder público en la esfera de derechos del individuo. Por lo tanto, son materias vedadas al reglamento y a la normativa emanada por el Poder Ejecutivo. La reserva de ley, al resguardar la afectación de derechos al Poder Legislativo, refleja doctrina liberal de la separación de poderes.

## Principio de legalidad administrativa
En su planteamiento original, conforme al principio de legalidad, la Administración pública no podría actuar por autoridad propia, sino que ejecutando el contenido de la ley. Ello obedecía a una interpretación estricta del principio de la separación de poderes originado en la Revolución francesa.
Esta tarea de ejecución, a poco andar, llegó a ser interpretada como una función de realización de fines públicos en virtud de la autonomía subjetiva de la Administración, pero dentro de los límites de la ley (doctrina de la vinculación negativa).  La ley sería entonces un límite externo a la actividad administrativa, dentro de cuyo marco la Administración es libre. El Estado solo puede hacer lo que la ley específicamente le faculte a hacer, todo lo demás queda fuera de sus facultades y, por lo tanto, no lo puede hacer, o sea que nada queda a su libre albedrío.
Actualmente, en cambio, se considera que es el derecho el que condiciona y determina, de manera positiva, la acción administrativa, la cual no es válida si no responde a una previsión normativa actual. El principio de legalidad opera entonces como una cobertura legal previa de toda potestad: cuando la Administra con ella, su actuación es legítima (doctrina de la vinculación positiva).

## Principio de legalidad tributaria
En el derecho tributario, en virtud del principio de legalidad, solo a través de una norma jurídica con carácter de ley, se puede definir todos y cada uno de los elementos de la obligación tributaria, esto es, el hecho imponible, los sujetos obligados al pago, el sistema o la base para determinar el hecho imponible, la fecha de pago, las infracciones,  sanciones y las exenciones, así como el órgano legalizado para recibir el pago de los tributos. La máxima latina nullum tributum sine legem determina que para que un tributo sea considerado como tal debe estar contenido en una ley, de lo contrario no es tributo.
El principio constitucional de la legalidad en materia tributaria implica que la creación, modificación y supresión de tributos, así como la concesión de exoneraciones, y otros beneficios tributarios, la determinación del hecho imponible, de los sujetos pasivos del tributo, de los preceptores y retenedores, de las alícuotas correspondientes y de la base imponible, deben ser hechas por ley.

## Principio de legalidad en el derecho penal
En el derecho penal rige respecto de los delitos y las penas, postura originariamente defendida por Cesare Beccaria. 
Paul Johann Anselm von Feuerbach estableció este principio en materia de derecho penal basándose en la máxima nullum crimen, nulla poena sine praevia lege, es decir, para que una conducta sea calificada como delito debe ser descrita de tal manera con anterioridad a la realización de esa conducta, y el castigo impuesto debe estar especificado de manera previa por la ley.
La legalidad penal es entonces un límite a la potestad punitiva del Estado, en el sentido que solo pueden castigarse las conductas expresamente descritas como delitos en una ley anterior a la comisión del delito.
Contenido: los elementos que integran el principio de legalidad. Puede estudiarse por un lado atendiendo al tenor literal de la legalidad desde el punto de vista formal y en su significado material:
1. La legalidad en sentido formal: implica, en primer término, la reserva absoluta y sustancial de ley, es decir, en materia penal solo se puede regular delitos y penas mediante una ley , no se pueden dejar a otras disposiciones normativas esta regulación, ni por la costumbre, ni por el poder ejecutivo ni por el poder judicial pueden crearse normas penales tan solo por el poder legislativo y por medio de leyes que han de ser orgánicas (según doctrina interpretativa del art. 81 CE) en los casos en que se desarrollen derechos fundamentales y libertades públicas.
2. La legalidad en sentido material: implica una serie de exigencias, que son:
  1. Taxatividad de la ley: las leyes han de ser precisas, ésta exigencia comporta cuatro consecuencias:
  2. La prohibición de la retroactividad de las leyes penales. Como regla general las normas penales son irretroactivas, excepto cuando sean más favorables para el reo.
  3. La prohibición de que el poder ejecutivo o la administración dicte normas penales.
  4. La prohibición de la analogía en materia penal, es decir, generar razonamientos y conductas basándose en la existencia de semejanza con otra situación parecida.
  5. Reserva legal.
  6. Los delitos y sus penas deben ser creados por ley y solo puedan ser creados por esta, descartándose otros medios de formación de legislación penal, como podrían ser la costumbre o las resoluciones judiciales.